# Mihai Viteazul

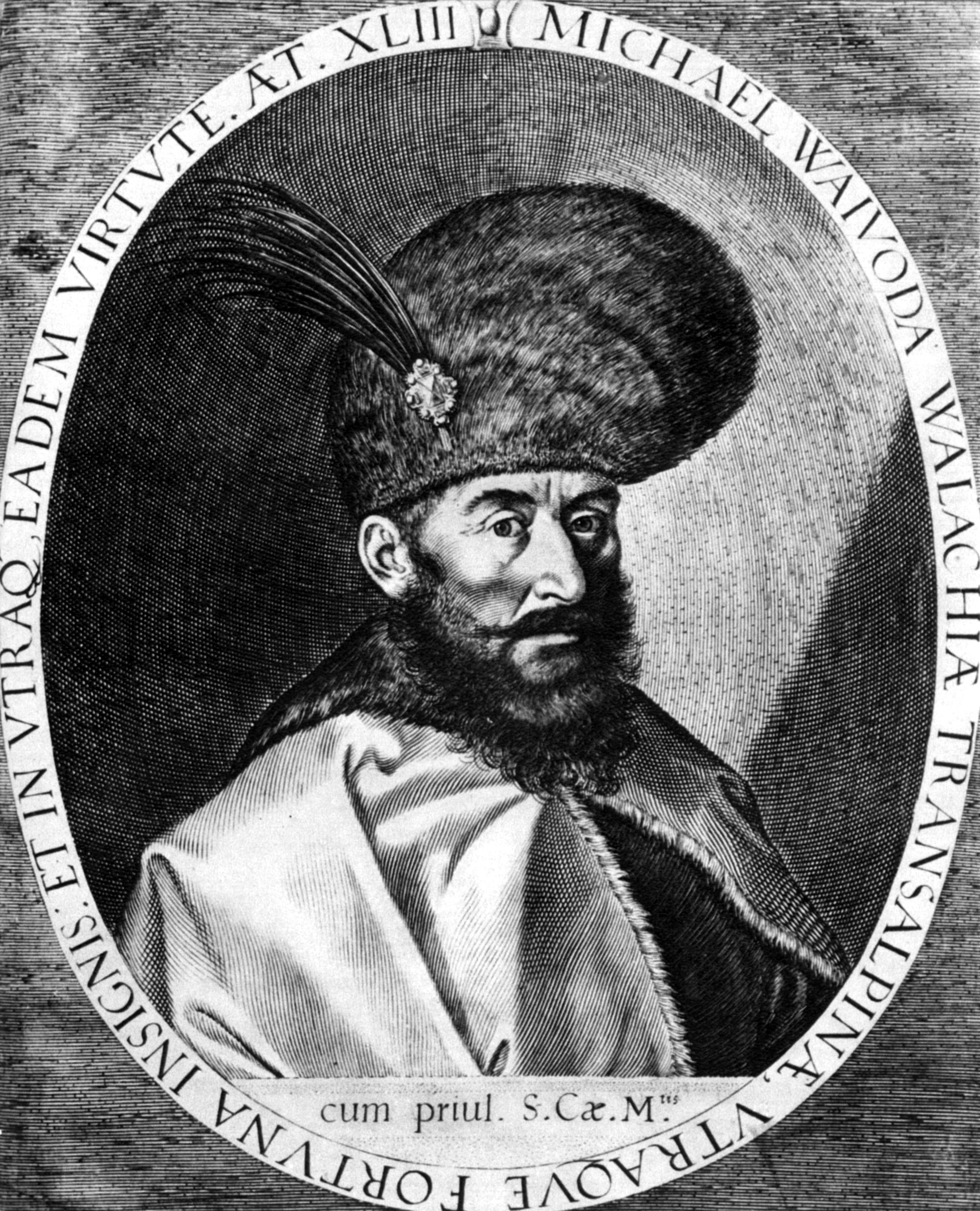
Mihai Viteazul, im Jahr 1601 in Prag angefertigtes Porträt von Egidius Sadeler dem Älteren

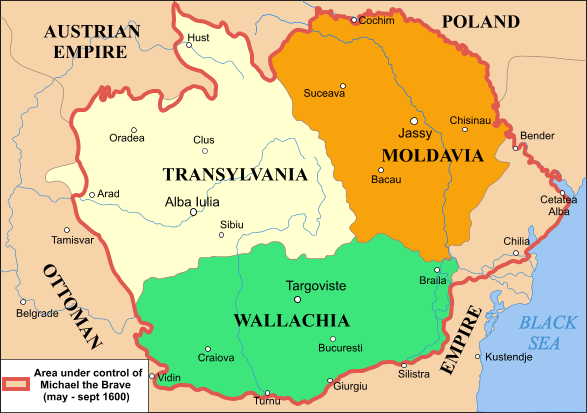
Der von Michael dem Tapferen erschaffene Viermonatsstaat

Mihai Viteazul (Michael der Tapfere) (* 1558 in Târgul de Floci; † 9. August 1601 in Câmpia Turzii) war Woiwode der Walachei (1593–1601), von Siebenbürgen (1599–1600) und der Moldau (1600). Er ist einer der rumänischen Nationalhelden, da er das erste Mal für vier Monate die drei heute zu Rumänien gehörenden Fürstentümer unter seiner Herrschaft vereinigte.

## Leben
Michael wurde im Jahr 1558 als Sohn der Teodora Cantacuzino geboren. Das Geburtsjahr ergibt sich aus der Notiz an einem Gemälde, das 1601 von Egidius Sadeler dem Älteren in Prag angefertigt wurde und in dem Michael als aetatis XLIII, also 43 Jahre alt, bezeichnet wird. Seine Mutter, die der berühmten Cantacuzino-Familie entstammte, war eine griechische Phanariotin. Sein Vater ist unbekannt. Lange Zeit wurde der Wojwode der Walachei Petraschku der Gute (rum.: Pătraşcu cel Bun) als Vater vermutet, doch diese lang gültige These wurde im 20. Jahrhundert vom Historiker Petre P. Panaitescu widerlegt. Hauptargument dabei war, dass Petraschku schon 1557 gestorben ist und davor schon länger sterbenskrank war. Als Geburtsort wird Târgul de Floci (deutsch: Wollmarkt) vermutet, eine mittlerweile untergegangene Stadt, die sich im Osten der Walachei an der unteren Donau befand.
Im Jahr 1588 wurde er Ban von Mehedinți, im gleichen Jahr Stolnic (Kommissar) am Hof von Mihnea Turcitul, und 1593 Ban von Craiova. Zu dieser Zeit wurde die Walachei von Alexandru cel Rău regiert. Im September 1593 wurde er mit Hilfe der Osmanen Woiwode der Walachei und nahm sein Amt am 11. Oktober auf.
1594 schloss er sich zu Beginn des so genannten Langen Türkenkrieges (1593–1606) kurzzeitig mit Sigismund Báthory von Siebenbürgen und Aron Vodă, dem Woiwoden der Moldau, der antiosmanischen Liga an. Im Herbst 1595 begann er einen Feldzug gegen die Osmanen und nahm kurzzeitig einige Festungen nahe der Donau ein, unter anderem die starke Garnison Giurgiu, Cetatea de Floci, Hârșova und Silistra.
1595 schloss er bzw. seine Gesandten in Alba Iulia einen Vertrag (der ausgesprochen nachteilig für Mihai war) mit Sigismund Bathory, indem er die aus dem Spätmittelalter tradierte formale Vasallität der Walachei von Restungarn (und in dessen Nachfolge dem Fürstentum Siebenbürgen) reaktivierte und im Gegenzug militärische Unterstützung bekam.
Am 13. August 1595 kam es zu einem siegreichen Gefecht zwischen dem Aufgebot von Mihai und einem großen Heer (ca. 40.000 Mann) von Großwesir Koca Sinan Pascha bei Călugăreni nahe dem Fluss Neajlov. Dennoch musste sich Mihai (wie vorher Mircea cel Bătrân) ins Gebirge zurückziehen, da sich Sigismund Bathory mit seinen Truppen verspätete. Von den 17.000 Mann Mihais fielen bei Călugăreni ca. 1.200 Walachen, die Verluste der Osmanen beliefen sich auf ca. 3.000 Mann. Die Osmanen wurden über die Donau zurückgedrängt, Sinan Pascha entkam nur knapp dem Tod. Gemeinsam mit Fürst Sigismund Bathory errang er im Oktober des Jahres einen zweiten Sieg über die Osmanen.
Am 18. Oktober 1599 errang Mihai als Verbündeter der Habsburger in der Schlacht von Schellenberg einen wichtigen Sieg gegen den Kardinal Andreas Báthory, der 1599 kurzzeitig die Landesherrschaft über Siebenbürgen von seinem Vetter Sigismund Bathory übernommen hatte. In der fürstlichen Residenzstadt in Weissenburg (Alba Iulia) ließ er sich die Schlüssel der Stadt vom katholischen Bischof Naprágy übergeben.
Eine Vereinigung Siebenbürgens mit der Walachei war seitens der Habsburger nicht geplant, wurde jedoch von Mihai vollzogen, um seinen Anspruch auf Siebenbürgen zu festigen. Für eine von ihm geplante Eroberung des Fürstentums Moldau gab es schon Pläne (1597), die aber auf Drängen von Sigismund Bathory aufgeschoben wurden. Stattdessen bemühte man sich, Siebenbürgen aus der Einflusssphäre der damals mit den Osmanen befreundeten Polen herauszulösen. Mihai nannte sich danach (es gibt Siegel bzw. Dokumente/Beschlüsse aus dieser Zeit) Mihai voivod din mila lui Dumnezeu Domn al Țării Ungrovlachei Ardealului și Moldova. Er regierte als Gubernator des habsburgischen Kaisers Rudolf II., der auch ungarischer König war.

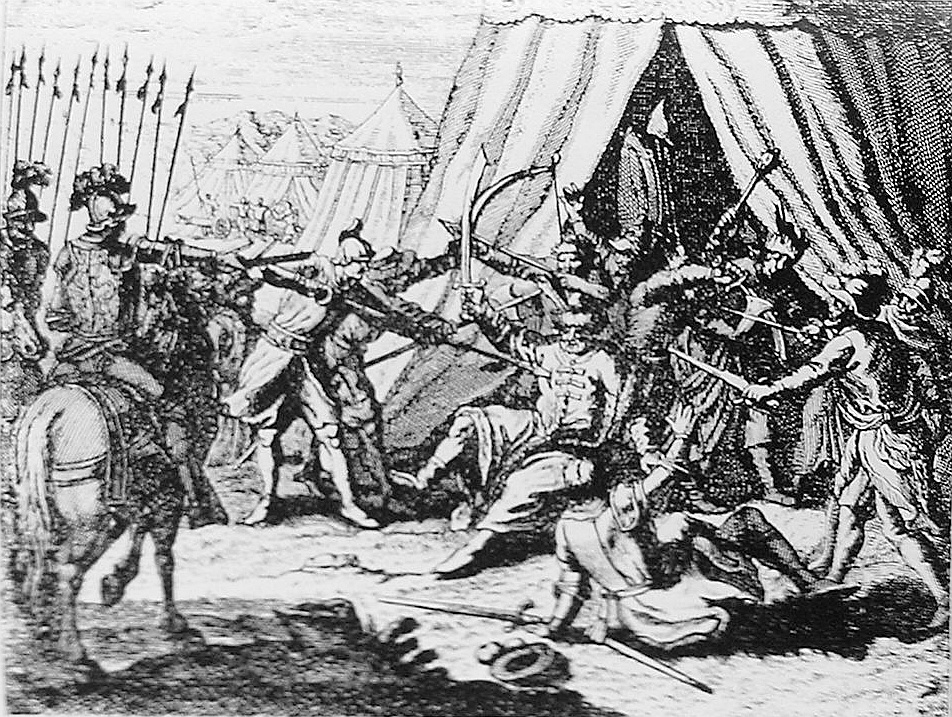
Ermordung des Mihai Viteazul

Im Mai 1600, nach der Eroberung Siebenbürgens, eroberte ein walachisches Aufgebot unter dem Kommando von Mihai die Moldau und vertrieb den dortigen Woiwoden Ieremia Movilă, der freundschaftliche Beziehungen zu Polen und Türken pflegte. Movilă flüchtete nach Polen. Der ungarische Adelige Mozses Székely und ein Sohn Mihais als Woiwoden amtierten dort zwischen Mai und September 1600. Die von kaiserlichen Subsidien abhängige Herrschaft Mihais brach im Herbst 1600 zusammen, als polnische Armeen unter dem Grosskronhetman Jan Zamoyski und seinen moldauischen und walachischen Prätendenten Moldau und Walachei eroberten, in Verbindung mit einem habsburgischen Heer unter Georg Basta Mihai bei Mirăslău (ung. Miriszló) besiegten und aus dem Lande vertrieben. Nach einer Versöhnung des nunmehr landlosen Mihai mit Rudolf II. in Prag 1601 wurde er als kaiserlicher Vasall gemeinsam mit Georg Basta zur neuerlichen Kampagne ins Karpatenbecken geschickt. Mihai sollte die Walachei und Siebenbürgen zurückgewinnen, da er der einzige war, der die alte Situation wiederherstellen konnte. Gemeinsam besiegten sie das Aufgebot der siebenbürgischen Stände und des Fürsten Sigismund Bathory bei Guruslau/Gorószló am 3. August 1601. Wenige Tage später wurde Michael der Tapfere auf Anordnung des habsburgischen Heeresführers Georg Basta (der in scharfer Konkurrenz mit Mihai stand und ihn politisch für gefährlich hielt) in Jerischmarkt (Câmpia Turzii) ermordet.